# Nauris Miezis
Nauris Miezis, född 31 mars 1991, är en lettisk basketspelare. 
Miezis deltog vid olympiska sommarspelen 2020 och var en del av Lettlands lag som tog guld i tremannabasket.